# Heteroploidía
En genética, se define la heteroploidía como la variación o cambio en el número cromosómico característico de una especie. Tales cambios pueden ser de dos tipos: aquellos que involucran dotaciones completas de cromosomas (euploidía o poliploidía) y aquellos cambios que sólo implican a uno o más cromosomas aislados dentro de una dotación cromosómica (aneuploidía).

## Poliploidía
La poliploidía es el incremento del número de genomas característico del complemento diploide; por ejemplo, la no disyunción de los cromosomas en la meiosis lleva a la aparición de individuos (4n), los cuales estarán aislados reproductivamente de la especie, a pesar de poder reproducirse sexualmente.
La poliploidía se produce por irregularidades de la meiosis: en la primera división (profase), cuando los cromosomas homólogos se aparean para formar tétradas, y no se separan durante la anafase I; esto origina una célula con todo el complemento cromosómico y la otra con ninguno, donde la primera pasa por la segunda división meiótica y produce gametos diploides. Por lo tanto si este gameto se une con otro normal producirá un cigoto triploide (estéril).
La poliploidía supone una herramienta evolutiva que ha permitido conformar diversos genomas eucarióticos; sin embargo, entre los subgenomas pueden producirse incompatibilidades. Mientras que es común en plantas, peces y anfibios, es raro en amniotas.
Por su origen los poliploides pueden ser:
- autopoliploides: derivados de un solo diploide por multiplicación de sus cromosomas
- alopoliploides derivados de un híbrido entre dos diploides

## Clasificación
La poliplodía se divide de este modo:

### Euploidía
Es la alteración numérica en la dotación total de los cromosomas.
Se clasifica en:

#### Monoploide
Organismo que contiene solo un complemento del juego básico de cromosomas de la especie, se expresa como n o x. Se presenta en organismos inferiores, como en los hongos, en abejas y avispas machos; en plantas por lo general da lugar a organismos estériles.

#### Triploide
Los triploides son individuos que poseen tres juegos completos de cromosomas (3n). Pueden surgir por diversos medios. Si ocurren alteraciones en la meiosis normal de un individuo diploide, por ejemplo, se pueden formar gametos diploides (también llamados "gametos no reducidos") que pueden ser fecundados por gametos haploides de la misma especie, dando lugar a un autotriploide (3n). Los triploides son bastante raros ya que, si bien pueden ser viables, como ocurre en la mayoría de las plantas, son generalmente estériles debido a la formación de gametos defectuosos. Esto se debe a que el apareamiento y la migración de los cromosomas homólogos durante la meiosis no es el normal lo que determina la separación de los cromosomas de los tres juegos o dotaciones ocurra al azar, con la consiguiente formación de núcleos con un complemento cromosómico desequilibrado. Este desequilibrio describe el hecho de que, para cada par de cromosomas homólogos de la especie en cuestión, un triploide producirá gametos que lleven dosis múltiples de cromosomas o bien, gametos deficientes para uno o más cromosomas. Debido a que el desarrollo de los gametos (y de los cigotos que surgen por fusión de los mismos) depende del tipo y de la cantidad apropiada de información genética, los gametos con exceso o defecto en el número de cromosomas tendrán un serio impedimento en su desarrollo y, por ende, los individuos que los producen serán altamente estériles.
Los triploídes se caracterizan por ser estériles, no es común encontrarlos en forma natural.
Ejemplo. En el hombre aparece una forma triploíde (69,XXX), con 69 cromosomas. No se debe confundir con 47,XXX, (diploide con 3 copias del cromosoma X, un caso de aneuploidía). Posee mandíbulas pequeñas, fusión de los dedos en manos y pies, además, tiene desarrollo anormal del cerebro. Generalmente el feto sufre aborto o si llega a nacer no vive mucho tiempo.

#### Tetraploides
Individuo que posee cuatro juegos de cromosomas (4n). La duplicación se lleva a cabo con compuestos químicos, como el alcaloide llamado colchicina. se forma cuando se unen dos gametos diploídes de la misma especie.
Ejemplos: variedades de manzana, cerezas, peras, sandías, zarzamoras y trigo. En el caso de manzanas, cerezas y peras, al aparecer como tetraploídes dan origen a frutos más grandes para su comercialización.

##### Autotetraploides

Especiación por poliploidía.

Individuos que poseen cuatro juegos de cromosomas homólogos completos(4n). Son fértiles cuando se producen gametos equilibrados, formándose cuando se unen dos gametos no reducidos de individuos pertenecientes a la misma especie.

##### Alotetraploides
Individuos que poseen cuatro juegos de cromosomas no homólogos (4n). Por lo general son fértiles, se forman al unirse dos gametos diploídes de dos especies diferentes. El caso más importante es el Triticale; este cereal es un híbrido alotetraploide de trigo (Triticum sativum) y centeno (Secale cereale). Otro ejemplo es la rana africana de uñas (Xenopus laevis).

## Aneuploidía
Son organismos cuyo número de cromosomas no es múltiplo del número básico del grupo. Se dividen en:

### Nulosómicos
Se presenta cuando un organismo ha perdido un par de cromosomas (se presenta como 2n – 2). Es mortal para los diploídes; en poliploídes se pueden perder dos cromosomas homólogos de un grupo y sobreviven; en trigo hexaploide (6n – 2) se manifiesta con reducción de vigor y fertilidad y sobreviven hasta la madurez.

### Monosómicos
Se presenta en organismos diploídes cuando pierden un cromosoma de un par (2n – 1). Se manifiesta con una alta mortalidad o reducción de la fertilidad.

### Trisómico
Lo presentan individuos diploídes que poseen un cromosoma extra (2n+1); es decir, uno de los pares de cromosomas tiene un miembro extra. Esto produce diferentes fenotipos; en humanos la presencia de un pequeño cromosoma extra produce el síndrome de Down (se presenta cuando en el par 21 del óvulo o espermatozoide no se separan y estos contienen 24 cromosomas en lugar de 23, cuando uno de estos se aparea con otro del sexo contrario y normal, dará individuos de 47 cromosomas). Esto se presenta como un accidente en el complejo proceso meiótico; el individuo con este síndrome difiere en aspectos físicos e intelectuales de individuos normales.

### Doble Trisómico
Se produce cuando cada uno de dos cromosomas diferentes se presenta por triplicado, representándose como (2n+1+1).

### Tetrasómico
Se presenta por multiplicado un cromosoma de un organismo diploide, representado como (2n+2).